# Neoterebra angelli
Neoterebra angelli é uma espécie de gastrópode do gênero Neoterebra, pertencente a família Terebridae.